# Брейкинг на летних Олимпийских играх 2024
Соревнования по брейкингу на летних Олимпийских играх 2024 года проходили с 9 по 10 августа 2024 года на Площади Согласия, что ознаменовало официальный дебют этого вида спорта на Олимпийских играх. В соревнованиях приняли участие 16 би-боев и 17 би-гёрлз.
В октябре 2023 года стало известно, что брейкинг не включён в программу следующих летних Олимпийских игр 2028 года в Лос-Анджелесе. Начиная с Олимпиады в Токио 2020 года, местные организаторы получили право предлагать новые виды спорта для своих Игр. Организационный комитет Игр в Лос-Анджелесе включил в свою программу некоторые новые виды спорта, но исключил брейкинг.

## История
После успешного дебюта на летних юношеских Олимпийских играх 2018 года в Буэнос-Айресе, брейкинг был утверждён в качестве новой спортивной дисциплины для Олимпийских игр 2024 года.

## Формат
Соревнования по брейкингу проходят среди юношей (би-боев) и девушек (би-гёрлз). Всего в соревнованиях принимает участие 32 спортсмена, по 16 атлетов каждого пола. Эти 16 участников разделены на 4 группы. В групповом этапе каждый брейкер выходит на баттл «один на один» три раза против троих других соперников из своей группы. В групповом этапе баттл длится 2 раунда. Выступление брейкера в раунде не должно длиться больше минуты. После каждого раунда судьи голосуют за того или иного участника поединка. Судьи оценивают спортсменов не по отдельности, а попарно, как соперников. Судит баттлы нечётное количество судей. Музыку ставит диджей. Сами участники соревнований не знают под какую музыку им придётся выступать. Участники должны делать прыжки, вращения и стойки, но при этом чувствовать ритм и попадать в бит. Есть определённый набор элементов, которые должны быть продемонстрированы обязательно. При этом каждое выступление одного и того же участника должно быть оригинальным. Нельзя раз за разом повторять одни и те же элементы. Судьи оценивают спортсменов по пяти критериям: техника, разнообразие, исполнение, музыкальность и оригинальность. По два лучших участника из каждой группы выходят в четвертьфинал. С этого момента баттлы длятся уже по 3 раунда. Победители четвертьфиналов выходят в полуфинал, а победители полуфиналов в финал.

## Квалификация
Каждый национальный олимпийский комитет (НОК) мог быть представлен максимум четырьмя спортсменами (по два каждого пола). Место на Олимпийских играх получали победители Чемпионата мира — 2023, победители континентальных чемпионатов или игр и победители Олимпийской квалификационной серии.

## Итоги

### Общий зачёт
*   Принимающая страна (Франция)
| Место          | Страна         | Золото | Серебро | Бронза | Всего |
| -------------- | -------------- | ------ | ------- | ------ | ----- |
| 1              | Канада         | 1      | 0       | 0      | 1     |
| 1              | Япония         | 1      | 0       | 0      | 1     |
| 3              | Литва          | 0      | 1       | 0      | 1     |
| 3              | Франция*       | 0      | 1       | 0      | 1     |
| 5              | Китай          | 0      | 0       | 1      | 1     |
| 5              | США            | 0      | 0       | 1      | 1     |
| Всего стран: 6 | Всего стран: 6 | 2      | 2       | 2      | 6     |

### Медалисты
| Дисциплина | Золото                       | Серебро                       | Бронза                      |
| ---------- | ---------------------------- | ----------------------------- | --------------------------- |
| B-Boys     | Филип Ким Phil Wizard Канада | Дани Сивиль Dany Dann Франция | Виктор Монтальво Victor США |
| B-Girls    | Ами Юаса Ami Япония          | Доминика Баневич Nicka Литва  | Лю Цинъи 671 Китай          |

## Происшествия
После того, как один из участников из Афганистана пропустил регистрацию на отборочные соревнования, МОК предложил афганской би-гёрл Талаш занять его место в сборной беженцев. Манижа Талаш занималась брейкингом у себя дома, но была вынуждена покинуть свою страну после захвата власти «Талибаном». Она была принята в сборную беженцев по специальной квоте и стала 17 участницей в женском брейкинге. Поскольку спортсменок должно быть 16, соревнования по брейкингу среди би-гёрлз начались с предквалификационного баттла. Талаш вышла против би-гёрл Индии из Нидерландов. Победитель этого баттла должен был пройти в групповой этап, а проигравший покинуть Игры. Индия победила Талаш со счётом 3:0. В третьем раунде Талаш достала накидку с надписью «Free Afghan Women» (в переводе с англ. — «Свободу афганским женщинам»), за что впоследствии была дисквалифицирована. Послание было расценено как политический лозунг, что является нарушением Олимпийской хартии. Поскольку Талаш проиграла в баттле, то даже без дисквалификации не смогла бы продолжать дальнейшее участие.
Критике в интернете подверглась 36-летняя би-гёрл из Австралии Рэйчел Ганн (Рэйган). Спортсменка показала очень низкий уровень брейкинга. Ни в одном из трёх своих баттлов она не получила ни одного голоса от судей. Рэйган во время своего выступления продемонстрировала множество необычных движений несвойственных брейкингу, например она двигалась как кенгуру, змея и разбрызгиватель. Высказывались предположения, что она попала на Игры мошенническим путём, либо может быть это какой-то исследовательский проект, так как Рэйчел Ганн профессор Университета Маккуори и изучает танцы. На Игры она квалифицировалась как победительница чемпионата Океании. Сама Рэйган сказала, что отдавала себе отчёт в том, что на Олимпийских играх она будет слабее всех в плане акробатики, поэтому делала упор на оригинальность выступления.